# Bark Ranch
Bark Ranch es un lugar designado por el censo ubicado en el condado de Boulder en el estado estadounidense de Colorado. En el Censo de 2010 tenía una población de 213 habitantes y una densidad poblacional de 94,31 personas por km².

## Geografía
Bark Ranch se encuentra ubicado en las coordenadas 40°7′4″N 105°26′27″O / 40.11778, -105.44083. Según la Oficina del Censo de los Estados Unidos, Bark Ranch tiene una superficie total de 2.26 km², de la cual 2.23 km² corresponden a tierra firme y (1.15%) 0.03 km² es agua.

## Demografía
Según el censo de 2010, había 213 personas residiendo en Bark Ranch. La densidad de población era de 94,31 hab./km². De los 213 habitantes, Bark Ranch estaba compuesto por el 97.65% blancos, el 0% eran afroamericanos, el 0% eran amerindios, el 0.94% eran asiáticos, el 0% eran isleños del Pacífico, el 0% eran de otras razas y el 1.41% pertenecían a dos o más razas. Del total de la población el 0.47% eran hispanos o latinos de cualquier raza.